# ガザ州
ガザ州（Gaza província）は、モザンビーク南部の州である。面積は75,709km2、人口は1,266,431人（2002年）。州都はシャイシャイ（Xai-Xai）＝旧ヴィラ・デ・ジョアン・ベーロ（Vila de João Belo）。

## 地理
州内は平坦で、北西のジンバブエ及び西の南アフリカとの国境地帯には山地があり、北のマニカ州との境にはサヴァ川、北部から東部へチャンガネ川、西部から南部にリンポポ川が流れてチャンガネ川とリンポポ川はチョクウェ付近で合流し、河口付近の街シャイシャイでインド洋に注ぐ。東にイニャンバネ州、南西にマプト州と接する。

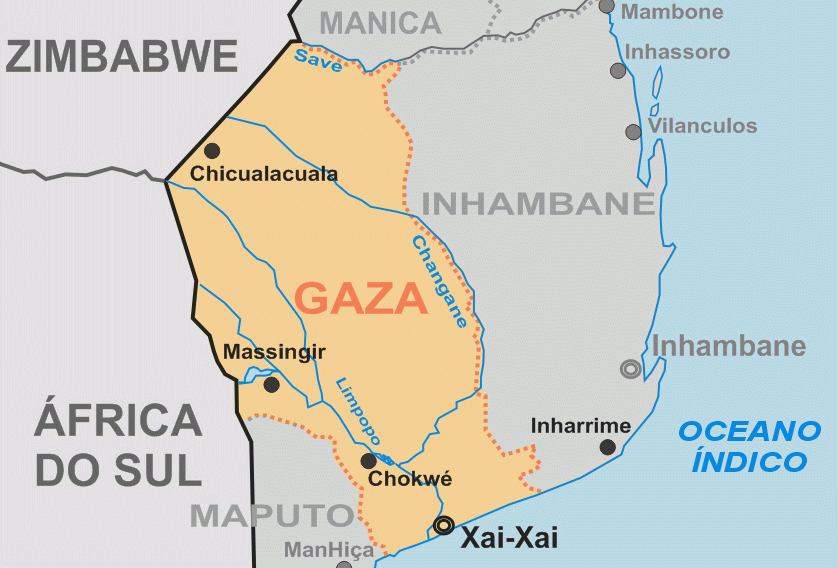
ガザ州の地図

## 下位行政区画
- ビレンマシア郡（英語版）
- シブト郡（英語版）
- チクアラクアラ郡（英語版）
- チグボ郡（英語版）
- ショクウェ郡（英語版）
- ギジャ郡（英語版）
- マバラネ郡（英語版）
- マンジャカゼ郡（英語版）
- マサンゲナ郡（英語版）
- マシンギル郡（英語版）
- シャイシャイ郡（英語版）